# Kabinett Erdoğan II
Mit dem Begriff Kabinett Erdoğan II wird die vom 29. August 2007 bis 5. Juli 2011 amtierende 60. Regierung der Republik Türkei unter Recep Tayyip Erdoğan bezeichnet. Das vorhergehende Kabinett Kabinett Erdoğan I war ebenfalls unter der Führung Recep Tayyip Erdoğans. Alle Minister des Kabinetts sind Mitglieder der Partei für Gerechtigkeit und Aufschwung (AKP).

## Minister
| deutsche Amtsbezeichnung | türkische Amtsbezeichnung                                                                                | Amtsinhaber             | Partei | Amtsantritt       |
| --- | --- | ----------------------- | ------ | ----------------- |
| Ministerpräsident | Başbakan                                                                                                 | Recep Tayyip Erdoğan    | AKP    | 14. März 2003     |
| Stellvertretender Ministerpräsident und Staatsminister Verantwortlich für ministerielle Koordination, Menschenrechte und Zypern | Devlet Bakanı ve Başbakan Yardımcısı Bakanlıklar Arası Koordinasyon, İnsan Hakları ve Kıbrıs’tan sorumlu | Cemil Çiçek             | AKP    | 29. August 2007   |
| Stellvertretender Ministerpräsident und Staatsminister Verantwortlich für Stiftungen und TRT                                    | Devlet Bakanı ve Başbakan Yardımcısı Vakıflardan ve TRT’den sorumlu                                      | Bülent Arınç 1          | AKP    | 1. Mai 2009       |
| Stellvertretender Ministerpräsident und Staatsminister Verantwortlich für Wirtschaft, Bankenwesen und Fiskus                    | Devlet Bakanı ve Başbakan Yardımcısı Ekonomiden, Bankalardan ve Hazineden sorumlu                        | Ali Babacan 2           | AKP    | 1. Mai 2009       |
| Staatsminister Verantwortlich für Informationstechnologie und Allianz der Zivilisationen                                        | Devlet Bakanı Bilgi ve Teknoloji ile Medeniyetler İttifakı Projesinden sorumlu                           | Mehmet Aydın            | AKP    | 18. November 2002 |
| Staatsminister Verantwortlich für Außenhandel                                                                                   | Devlet Bakanı Yurtdışı Müteahitlik ve Dış Ticaretten sorumlu                                             | Mehmet Zafer Çağlayan 3 | AKP    | 1. Mai 2009       |
| Staatsminister Verantwortlich für Jugend und Sport                                                                              | Devlet Bakanı Gençlik ve Spordan sorumlu                                                                 | Faruk Nafız Özak 4      | AKP    | 1. Mai 2009       |
| Staatsminister Verantwortlich für Zollwesen, Istanbul 2010 und Soziale Sicherheit                                               | Devlet Bakanı Gümrükler, İstanbul 2010 ve Sosyal Yardımlaşma’dan sorumlu                                 | Hayati Yazıcı 5         | AKP    | 1. Mai 2009       |
| Staatsminister Verantwortlich für Religionsangelegenheiten und die Türkische Welt                                               | Devlet Bakanı Diyanet İşleri ve Türk Dünyasından sorumlu                                                 | Faruk Çelik 6           | AKP    | 1. Mai 2009       |
| Staatsminister Verantwortlich für das Südostanatolien-Projekt                                                                   | Devlet Bakanı GAP ve DAP’tan sorumlu                                                                     | Cevdet Yılmaz 7         | AKP    | 1. Mai 2009       |
| Staatsminister Verantwortlich für Frauen und Familie                                                                            | Devlet Bakanı Kadın ve Aileden sorumlu                                                                   | Selma Aliye Kavaf       | AKP    | 1. Mai 2009       |
| Staatsminister Verantwortlich für die Europäische Union                                                                         | Devlet Bakanı Avrupa Birliği’nden sorumlu                                                                | Egemen Bağış            | AKP    | 9. Januar 2009    |
| Justizminister | Adalet Bakanı                                                                                            | Sadullah Ergin 8        | AKP    | 1. Mai 2009       |
| Minister für Nationale Verteidigung                                                                                             | Millî Savunma Bakanı                                                                                     | Mehmet Vecdi Gönül      | AKP    | 18. November 2002 |
| Minister für Innere Angelegenheiten                                                                                             | İçişleri Bakanı                                                                                          | Beşir Atalay            | AKP    | 29. August 2007   |
| Minister für Auswärtige Angelegenheiten                                                                                         | Dışişleri Bakanı                                                                                         | Ahmet Davutoğlu 9       | AKP    | 1. Mai 2009       |
| Finanzminister | Maliye Bakanı                                                                                            | Mehmet Şimşek 10        | AKP    | 1. Mai 2009       |
| Minister für Nationale Bildung                                                                                                  | Millî Eğitim Bakanı                                                                                      | Nimet Çubukçu 11        | AKP    | 1. Mai 2009       |
| Minister für Bauwesen und Besiedlung                                                                                            | Bayındırlık ve İskan Bakanı                                                                              | Mustafa Demir 12        | AKP    | 1. Mai 2009       |
| Gesundheitsminister | Sağlık Bakanı                                                                                            | Recep Akdağ             | AKP    | 18. November 2002 |
| Verkehrsminister | Ulaştırma Bakanı                                                                                         | Binali Yıldırım         | AKP    | 18. November 2002 |
| Minister für Landwirtschaft und Dorfangelegenheiten                                                                             | Tarım ve Köyişleri Bakanı                                                                                | Mehmet Mehdi Eker       | AKP    | 14. März 2003     |
| Minister für Arbeit und Soziale Sicherheit                                                                                      | Çalışma ve Sosyal Güvenlik Bakanı                                                                        | Ömer Dinçer 13          | AKP    | 1. Mai 2009       |
| Minister für Industrie und Handel                                                                                               | Sanayi ve Ticaret Bakanı                                                                                 | Nihat Ergün 14          | AKP    | 1. Mai 2009       |
| Minister für Energie und Naturschätze                                                                                           | Enerji ve Tabii Kaynaklar Bakanı                                                                         | Taner Yıldız 15         | AKP    | 1. Mai 2009       |
| Minister für Kultur und Tourismus                                                                                               | Kültür ve Turizm Bakanı                                                                                  | Ertuğrul Günay          | AKP    | 29. August 2007   |
| Minister für Umwelt und Wald | Çevre ve Orman Bakanı                                                                                    | Veysel Eroğlu           | AKP    | 29. August 2007   |

1. vormals Hayati Yazıcı vom 29. August 2007 bis 1. Mai 2009
2. vormals Nazım Ekren vom  29. August 2007 bis 1. Mai 2009
3. vormals Kürşat Tüzmen vom 18. November 2002 bis 1. Mai 2009
4. vormals Nimet Çubukçu vom 14. März 2003 bis 1. Mai 2009
5. vormals Mehmet Şimşek vom 29. August 2007 bis 1. Mai 2009
6. vormals Mustafa Sait Yazıcıoğlu vom 29. August 2007 bis 1. Mai 2009
7. vormals Murat Başesgioğlu vom 29. August 2007 bis 1. Mai 2009
8. vormals Mehmet Ali Şahin vom 29. August 2007 bis 1. Mai 2009
9. vormals Ali Babacan vom 29. August 2007 bis 1. Mai 2009
10. vormals Kemal Unakıtan vom 18. November 2002 bis 1. Mai 2009
11. vormals Hüseyin Çelik vom 14. März 2003 bis 1. Mai 2009
12. vormals Faruk Nafız Özak vom 14. März 2003 bis 1. Mai 2009
13. vormals Faruk Çelik vom 29. August 2007 bis 1. Mai 2009
14. vormals Mehmet Zafer Çağlayan vom 29. August 2007 bis 1. Mai 2009
15. vormals Mehmet Hilmi Güler vom 18. November 2002 bis 1. Mai 2009

Die unterstrichenen Minister sind aus dem Kabinett ausgeschieden. Alle anderen Minister erhielten ein anderes Ressort oder wurden zu Staatsministern ernannt.

## Veränderungen
Im Kabinett Erdoğan II blieben 11 Minister auf ihrem alten Posten, fünf Minister erhielten jeweils einen anderen Posten und acht Minister waren neu im Kabinett. Die Minister Abdullatif Şener, Ali Coşkun, Osman Pepe, Atilla Koç, Abdülkadir Aksu und Abdullah Gül sind in diesem Kabinett nicht vertreten.
Die Zahl der Staatsministerien stieg von sieben auf neun. Drei stellvertretende Ministerpräsidenten sind als Koordinator dem Ministerpräsidenten untergestellt. Das Generalsekretariat der Europäischen Union ist seit diesem Kabinett dem Ministerium für Auswärtige Angelegenheiten untergestellt. Die Generaldirektion für Straßen ist nicht mehr dem Minister für Bauwesen und Besiedlung, sondern dem Verkehrsministerium untergestellt. Die Generaldirektion für staatliche Wasserangelegenheiten ist nicht mehr dem Ministerium für Energie und Naturschätze, sondern dem Ministerium für Umwelt und Wald untergestellt.
Der stellvertretende Ministerpräsident Cemil Çiçek ist Präsident des Hohen Rats für Terrorismusbekämpfung. Çiçek überbringt die Vorschläge des Nationalen Sicherheitsrates (MGK) dem Ministerrat. Weiter ist er zuständig für die Beziehungen zur Großen Nationalversammlung der Türkei und zu der Türkischen Republik Nordzypern.
Der stellvertretende Ministerpräsident Hayati Yazıcı ist für Koordination unter den Ministern zuständig. Da Ali Babacan zum Minister für Auswärtige Angelegenheiten berufen wurde, nimmt Mehmet Şimşek Babacans alten Posten des Staatsministers ein.
Seit dem 9. Januar 2009 ist Egemen Bağış Staatsminister und Koordinator für die Beitrittsverhandlungen der Türkei mit der Europäischen Union.
Durch die Kabinettsumbildung vom 1. Mai 2009 sind 8 Minister nicht mehr im Amt, 7 Minister wechselten ihr Ressort und 9 Minister wurden neu ernannt.